# Janina Böttger

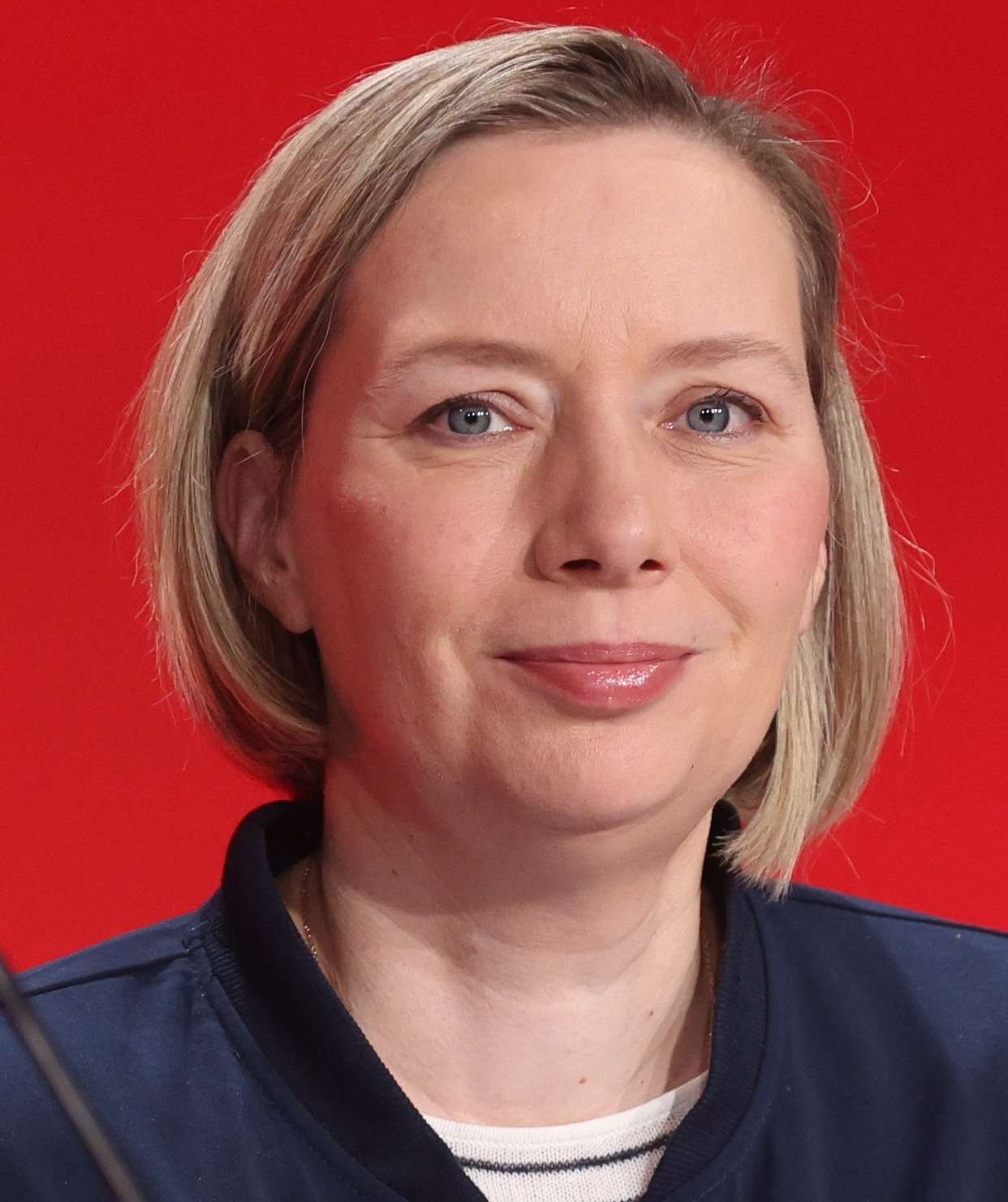
Janina Böttger beim Außerordentlichen Bundesparteitag Die Linke 2025 in Berlin

Janina Böttger (* 4. April 1982 in Merseburg) ist eine deutsche Politikerin (Die Linke), Landesvorsitzende des Landesverbandes Sachsen-Anhalt und seit 2025 Bundestagsabgeordnete.

## Leben
Sie besuchte die Grundschule und das Domgymnasium in Merseburg. Anschließend absolvierte sie eine Ausbildung zur Verwaltungsfachangestellten in ihrer Heimatstadt und anschließend ein Studium im Fach Europäisches Verwaltungsmanagement in Halberstadt. Während ihres Studiums absolvierte sie ein Auslandsjahr in Tschechien.

## Politik

### Parteipolitik
Ab 2008 arbeitete Böttger als Referentin bei der Landtagsfraktion Die Linke Sachsen-Anhalt. Dort war sie bis zum März 2025 wissenschaftliche Mitarbeiterin im Bereich Wirtschaftspolitik, Strukturwandel, Europapolitik (internationale Zusammenarbeit), Tourismus. Allerdings trat sie erst 2013 in die Linke ein. 2017 wurde sie zur stellvertretenden Landesvorsitzenden des Landesverbandes Sachsen-Anhalt der Linkspartei gewählt und ist im Anschluss seit 2022 Co-Vorsitzende dieses Landesverbandes.

### Bundestagsmandat
Bei der Bundestagswahl 2025 kandidierte sie im Bundestagswahlkreis Halle und auf Listenplatz 1 der Landesliste Sachsen-Anhalt. Sie erhielt 16,2 Prozent der Erststimmen und wurde damit nur Viertplatzierte unter den Direktkandidaten. Sie zog allerdings über die Landesliste ihrer Partei in den Bundestag ein und ist seit dem 25. Februar 2025 Mitglied der Fraktion Die Linke im Bundestag.
Böttger ist im 21. Deutschen Bundestag Mitglied des Ausschusses für die Angelegenheiten der Europäischen Union und stellvertretendes Mitglied im Ausschuss für Wirtschaft und Energie. Zudem ist sie ordentliches Mitglied der Deutsch-Französischen Parlamentarischen Versammlung und der Parlamentarischen Versammlung des Europarates. Für ihre Fraktion ist sie Sprecherin für Europapolitik im Arbeitskreis IV.